# Wahlkreis Dresden VI
Der Wahlkreis Dresden VI war ein Landtagswahlkreis zur Landtagswahl in Sachsen 1990, der ersten Landtagswahl nach der Wiedergründung des Landes Sachsen. Er hatte die Wahlkreisnummer 44. Für die Landtagswahlen 1994 wurde auch infolge der Kreisreform die Wahlkreisstruktur verändert, zudem wurde die Zahl der Wahlkreise von 80 auf 60 verringert. Das Gebiet des Wahlkreises Dresden VI wurde Teil einer der sechs Wahlkreise auf Dresdener Stadtgebiet.
Das Wahlkreisgebiet umfasste Teile der Stadtbezirke Mitte und Nord mit den Wohnbezirken 036 bis 057, 102 bis 108, 143, 159 bis 167, 186 bis 199 sowie 224 bis 250.

## Ergebnisse
Die Landtagswahl 1990 fand am 14. Oktober 1990 statt und hatte folgendes Ergebnis für den Wahlkreis Dresden VI:
| Direktkandidat     | Partei (Kürzel) | Erststimmen (%) | Zweitstimmen (%) |
| ------------------ | --------------- | --------------- | ---------------- |
|                    | DA              | -               | 00,6             |
| Friederike de Haas | CDU             | 43,2            | 47,9             |
|                    | Chr. L          | -               | 00,5             |
|                    | DBU             | -               | 00,7             |
|                    | DSU             | 07,8            | 03,6             |
|                    | F.D.P.          | 04,1            | 03,8             |
|                    | LL-PDS          | 18,3            | 17,8             |
|                    | NPD             | -               | 00,9             |
|                    | FORUM           | 12,5            | 09,7             |
|                    | RAP             | -               | 00,1             |
|                    | SHB             | -               | 00,1             |
|                    | SPD             | 12,8            | 14,4             |

Es waren 44.345 Personen wahlberechtigt. Die Wahlbeteiligung lag bei 67,4 %. Von den abgegebenen Stimmen waren 2,1 % ungültig. Als Direktkandidat wurde Friederike de Haas (CDU) mit 43,2 % aller gültigen Stimmen gewählt.